# Toray Pan Pacific Open 1997
Il Toray Pan Pacific Open 1997 è stato un torneo di tennis giocato sul cemento indoor.
È stata la 22ª edizione del Toray Pan Pacific Open, che fa parte della categoria Tier I nell'ambito del WTA Tour 1997.
Si è giocato al Tokyo Metropolitan Gymnasium di Tokyo, in Giappone, dal 28 gennaio al 2 febbraio 1997.

## Campionesse

### Singolare
Martina Hingis ha battuto in finale  Steffi Graf Walkover

### Doppio
Lindsay Davenport /  Nataša Zvereva hanno battuto in finale  Gigi Fernández /  Martina Hingis con il punteggio di 6–4, 6–3